# Kanton Villefranche-sur-Saône
Kanton Villefranche-sur-Saône (francouzsky Canton de Villefranche-sur-Saône) je francouzský kanton v departementu Rhône v regionu Rhône-Alpes. Tvoří ho pouze obec Villefranche-sur-Saône.